# Tipula (Sinotipula) tsiosenica
Tipula (Sinotipula) tsiosenica is een tweevleugelige uit de familie langpootmuggen (Tipulidae). De soort komt voor in het Palearctisch gebied.